# Montfort-sur-Risle
Montfort-sur-Risle település Franciaországban, Eure megyében. Lakosainak száma 778 fő (2022. január 1.). Montfort-sur-Risle Appeville-Annebault, Écaquelon, Glos-sur-Risle és Illeville-sur-Montfort községekkel határos.

## Népesség
A település népességének változása:
| Lakosok száma | 766  | 885  | 913  | 845  | 757  | 750  | 761  | 777  | 783  | 778  |
|               | 1968 | 1982 | 1990 | 2006 | 2013 | 2015 | 2017 | 2019 | 2020 | 2022 |